# Hilscheid
Hilscheid is een plaats in de Duitse deelstaat Rijnland-Palts, en maakt deel uit van de Landkreis Bernkastel-Wittlich.
Hilscheid telt 251 inwoners.

## Bestuur
De plaats is een Ortsgemeinde en maakt deel uit van de Verbandsgemeinde Thalfang am Erbeskopf.